# Kamienica przy ulicy Miodowej 15 w Krakowie
Kamienica przy ulicy Miodowej 15 – zabytkowa kamienica znajdująca się w Krakowie, w dzielnicy I przy ulicy Miodowej, na Kazimierzu.
Kamienica została wzniesiona w 1896 roku, według projektu architekta Beniamina Torbe.
26 maja 1997 kamienica została wpisana do rejestru zabytków. Znajduje się także w gminnej ewidencji zabytków.